# Sant Quirze del Vallès
Sant Quirze del Vallès ist eine katalanische Stadt in der Provinz Barcelona im Nordosten Spaniens. Sie liegt in der Comarca Vallès Occidental.

## Sport
Im Verein Handbol Sant Quirze del Vallès wird Handball gespielt.

## Söhne und Töchter der Stadt
- Maria Badia i Cutchet (* 1947), Politikerin

## Städtepartnerschaft
- Antilla (Kuba)